# Sport Extra
Sport Extra este un canal românesc de televiziune de sport. Canalul transmite in format HD și a fost lansat la data de 2 martie 2020.
Se axează în principal pe sporturi de contact și sporturi cu motor, dar difuzează și fotbal, baschet, polo, ciclism și altele.

## Despre canal
Principalele competiții sportive transmise sunt din kickboxing (Colosseum Tournament, Dynamite Fighting Show, Glory, KO Masters, One Championship, WGP, WLF), MMA (Bellator, Lux Fight League, RXF, UAE Warriors, UCMMA) și wrestling (AEW Dynamite). De asemenea, Sport Extra transmite multe competiții automobilistice între care IndyCar, NASCAR sau DTM dar și alte competiții sportive.

## Competiții sportive
Fotbal
- Eredivisie
- Campionatul Național de Fotbal American (CNFA) al României

Baschet
- Liga Endesa
- Supercopa Endesa
- LNB

Box
- One Championship
- Glory
- RXF
- UCMMA
- WLF
- WGP
- KO Masters
- Bellator MMA
- Colosseum Tournament
- Lux Fight League
- UAE Warriors
- OSS Fighters
- Professional Fighters League

Wrestling
- AEW Dynamite (ALL Elite Wrestling)
- Impact Wrestling
- Lucha Underground

Moto
- IndyCar
- NASCAR
- DTM
- GT World Chalenge Europe
- GT Intercontinental Challenge
- GT World Challenge America
- GT World Challenge Europe
- GT2
- GT4 European Series
- GT-R Sprint Series
- Andros Trophy
- IMSA Weathertech Sportscar Championship
- Trofeul Lamborghimi
- Formula Regional European Championship
- AMC Racing
- CNSR
- CNVC
- European Truck Racing Championship
- Formula Renault Eurocup
- Goodwood Festival of Speed
- Le Mans European Series
- Le Mans Cup

Tenis
- World TeamTennis

Polo
- LEN Champions League

Ciclism
- Giro d'Italia feminile
- Turul României
- MXGP

Altele
- Modus Super Series
- Drone Champions League
- New Zeeland Jetsprint Championship